# Combate de Salala
El Combate de Salala fue un enfrentamiento armado dentro del contexto de la Guerra de Independencia de Chile, que tuvo lugar el 12 de febrero de 1817, mismo día en que San Martín obtuvo la victoria de Chacabuco, en el sector conocido actualmente como Socos en Ovalle. Durante la misma se enfrentaron las fuerzas patriotas del Ejército Unido —formado por tropas argentinas del Ejército de los Andes y chilenas del Ejército de Chile— al mando de uno de los hombres del comandante Juan Manuel Cabot, el capitán chileno Patricio Cevallos, contra el Ejército Real de Chile comandado por el coronel Manuel Santa María que gobernaba la Intendencia de Coquimbo.

## Antecedentes
La columna del teniente coronel Juan Manuel Cabot (de 33 años) o columna de Pismanta salió del Campamento del Plumerillo, con 60 soldados de línea el 9 de enero de 1817 y tenía por objetivo tomar La Serena y el puerto de Coquimbo. En San Juan fue reforzado con una partida de 80 milicianos y de una legión de emigrados chilenos.
Su recorrido tuvo una longitud de 705 km. El 12 de enero siguió la marcha desde San Juan llegando a Pismanta el día 25 pasando por Las Tapiecitas, Talacasto y Gualilán, y allí permaneció hasta el día 27. Siguiendo rumbo al oeste pasó por Anticristo y en busca de los Portezuelos de Agua Negra, Blanco y San Lorenzo, Valle de Los Patos y Cañada de los Patillos, siguió rumbo al sur; alcanzó las cumbres del Paso de Guana el día 5 de febrero y sorprendió el día 6 la guardia de la Cañada de Los Patos compuesta por un sargento y 8 soldados, tomándola prisionera.
Allí el destacamento permaneció hasta el día 9; el día 7 recibió a Cabot el capitán Patricio Zeballos y Egaña, patriota coquimbano. El día 10 avanzó sobre el valle de Sotaquí. Conocida la marcha del destacamento de Cabot e interceptados los caminos que unían La Serena con Santiago, las autoridades de La Serena se dieron a la fuga rumbo a la capital. Cabot ordenó el 10 que su ayudante Eugenio Hidalgo y al coquimbano Patricio Zeballos con 100 hombres se adelantaran para ocupar los caminos por donde el enemigo pudiera huir a Santiago, que era uno de los objetivos de la expedición.

### Combate previo en Barraza
Los españoles realistas de La Serena, marchaba una guarnición de 100 hombres con dos piezas de artillería arribando a Barraza, aldea situada al sur del río Limarí el día 11 y luego lo hicieron las fuerzas de Zeballos e Hidalgo generalizándose una escaramuza que terminó con el repliegue de las tropas a Salala.

## Combate de Salala

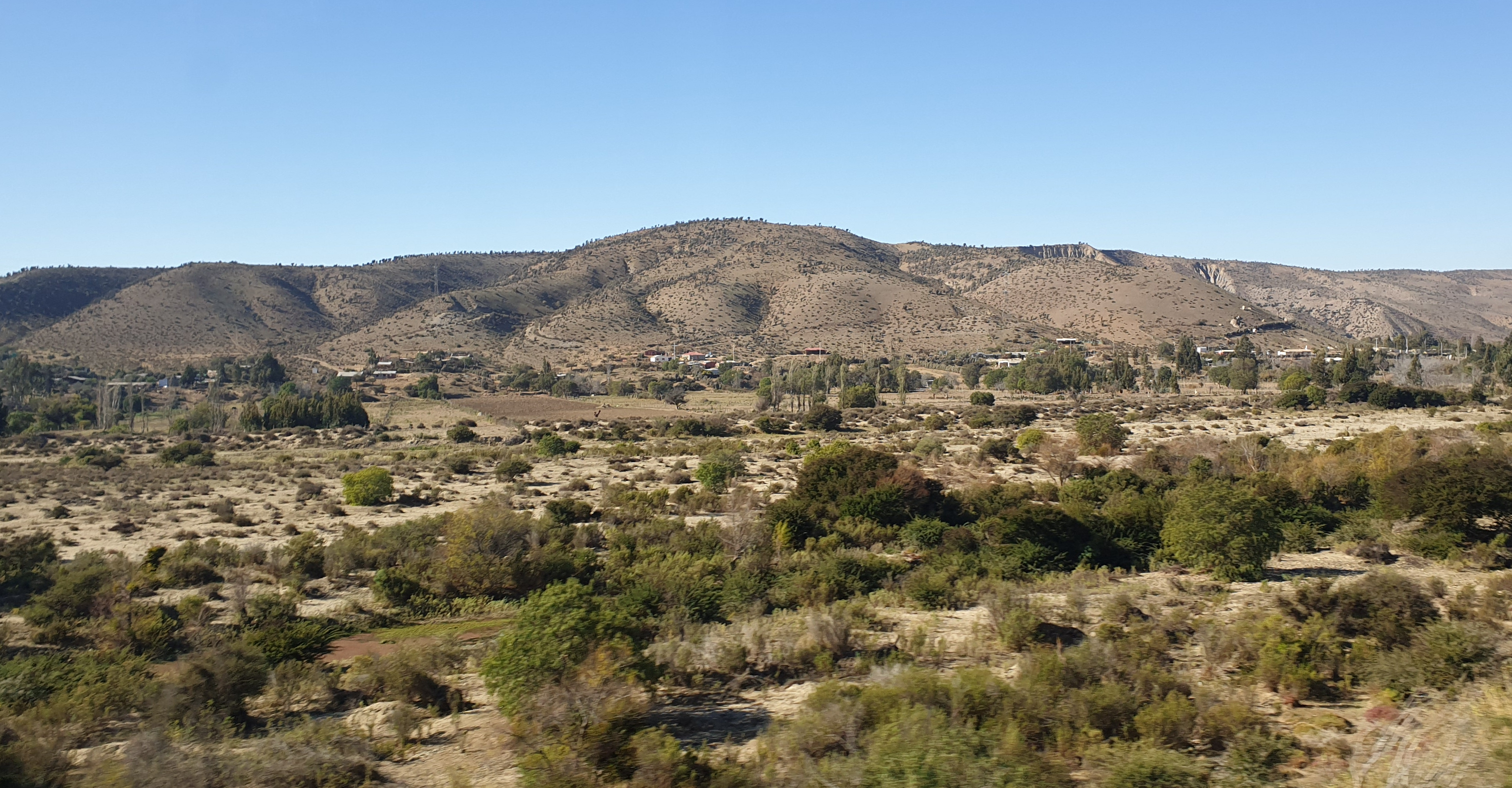
Llanos de Salala, en la actual comuna de Ovalle.

Cabot recibió el día 12 un parte en el que se le comunicaba que los realistas se habían replegado a Salala a tres leguas de Barraza. 
Dirigidos por el patriota chileno y comandando la Legión patriótica de voluntarios chilenos que venia con Cabot, Don Patricio Cevallos sin aguardar que se le reuniera el resto de la división apresuro la marcha junto a locales de la zona que se le unieron para encontrar a la columna realista y batirla lo antes posible.
Los realistas que habían salido de La Serena comandados por el coronel Manuel Santa María en número de 100 dragones y algunos otros pobladores realistas habían avanzado tres leguas hasta los llanos de Salala cerca de Socos para hacerse fuerte y tomar un pequeño descanso,  cuando a eso de las nueve de la mañana del día 12 se vieron de improviso atacados por sorpresa, los dragones trataron de formar un cuadro y de organizar la resistencia; pero las primeras descargas del enemigo, hechas a corta distancia y con rara precisión, decidieron en algunos minutos el combate. El coronel Santa María, convencido de que no le quedaba otra cosa que hacer, mandó a cesar fuego y entregarse a discreción.
Los vencedores, que habían sufrido pérdidas insignificantes, tomaron más de cuarenta prisioneros y provocaron cerca de cuarenta bajas entre muertos y heridos. Además tomaron todos los bagajes, armas y municiones que trasportaba la columna realista. En la misma tarde regresaron los soldados a la aldea de Barraza a celebrar su victoria ante el enemigo.

## Consecuencias
El triunfo patriota junto con la insurrección de la provincia ante el nombramiento de nuevas autoridades patriotas abrió las puertas a la liberación de la región. Con esto, el 15 de febrero de 1817 las fuerzas patriotas entran triunfantes a La Serena.
Posteriormente en el avance patriota, Cabot, debió enviar desde Sotaquí, donde se encontraba acampando, al sargento mayor del Estado de Chile, Diego Guzmán para que al frente de 25 hombres se trasladara a la Villa de Illapel con el objeto de contener los excesos que cometían los realistas con los que manifestaban su adhesión a la causa de los patriotas. Liberando el interior del valle.
De la misma forma que hizo Cabot en esa provincia, el capitán Francisco Zelada y el comandante de milicias Nicolás Dávila partieron de La Rioja al frente de 12 soldados de línea y de unos 200 voluntarios, sin uniforme ni armas, casi todos chilenos. Atravesaron los Andes por el paso de Comecaballos, y guiados por Mateo Larraona, uno de los voluntarios chilenos, el mismo 12 de febrero se adueñaron por sorpresa de Copiapó quedando de esta forma todo el norte de Chile en manos patriotas.
En esos momentos también se había librado en la zona central de Chile la batalla de Chacabuco culminando con la victoria patriota en Chile. En el norte pasarían meses antes de enterarse de este suceso.